# Villa Löwy (Kadaň)
Villa Löwy (čp. 750) je monumentální vila ve Dvořákově ulici (dříve Taneční zahrada) na Prunéřovském předměstí v Kadani. Stavba byla dokončena roku 1912. Autorem projektu je kadaňský stavitel Johann Petzet, který jej vyhotovil pro Marii Löwy, manželku kadaňského gymnaziálního profesora Heinricha Löwyho.

## Historie

### Výstavba
Roku 1911 vznikl projekt na výstavbu vily pro rodinu Löwy. Jeho autorem byl kadaňský architekt Johann Petzet. Stavebníkem ovšem poněkud neobvykle nebyl Heinrich Löwy, nýbrž jeho žena Marie. Snad proto, že se rodina obávala zdejšího lidového antisemitismu a Marie byla původem z Kadaně a od narození německy hovořící katolička, a proto pro ni mohla být komunikace s úřady snazší. Villa Löwy je vilou velkolepých rozměrů, avšak pojatou ve střízlivém secesním stylu, přičemž hlavní dominantou je vysoký štít pokrytý břidlicí. Rodina se do vily nastěhovala v létě 1912. Budova vily je umístěna v rozlehlé zahradě, kde se nacházel také dřevěný altán a která je kovanou branou propojena s někdejší Nádražní třídou (dnes Kpt. Jaroše).

### Majitelé
Heinrich Löwy se narodil roku 1857 v Černovicích na Bukovině, tehdy nejvýchodnějším cípu Rakouska-Uherska, dnes na území Ukrajiny. Přestože byl židovského původu, přestoupil podobně jako řada jeho vrstevníků formálně k římskokatolické církvi, což mu umožnilo rychlejší společenský vzestup. Studoval buďto na Vídeňské univerzitě, anebo na německé Karlo-Ferdinandově univerzitě v Praze. Jisté je, že během akademického roku 1884/1885 složil Heinrich aprobační zkoušku pro obor kreslení s rozšířením o modelování, čímž se mu otevřela možnost ucházet se o místo na gymnáziích v rakouské části habsburské monarchie.
V letech 1885 až 1887 působil jako suplent na vyšší státním reálném gymnáziu ve slezském Bílsku (dnes na území Polska), kde vyučoval geometrii a kreslení. Ve školním roce 1890/1891 je však již doložen jako asistent výuky volné kresby na státním gymnáziu IX. vídeňského okrsku. Do roku 1894 vyučoval na státním reálném gymnáziu v Terstu. Od roku 1894 pak působil na státním reálném gymnáziu v Kadani, přičemž ubytován byl v budově okresního hejtmanství (čp. 612) na někdejší Nádražní třídě (dnes Kpt. Jaroše). Od počátku svého působení v Kadani byl záhy jmenován c. k. gymnaziálním profesorem a například ve školním roce 1906/1907 vyučoval nejen matematiku a kreslení, ale také například kaligrafii. Zároveň byl na kadaňském gymnáziu správcem kabinetu kreslení.
Hned po svém příchodu do Kadaně se Heinrich Löwy oženil s vdovou Marií Siegel, rozenou Krumpe, z kadaňské německé katolické rodiny. Manželům Löwy se brzy narodili dva synové: Johann (1894) a Rudolf (1895). Rodina ponejprve bydlela v různých podnájmech na Nádražní třídě a ve Vodní ulici (dnes Čechova), než si roku 1911 nechala udělat projekt vlastní vily. Majitelkou vily byla Marie Löwy.
Heinrich Löwy zemřel v Kadani v prosinci roku 1939, čímž se vyhnul rasistickým zákonům nacionálně-socialistického Německa, jehož byla Kadaň od roku 1938 přímou součástí zřízením tzv. Sudetské župy. Osudy jeho synů Johanna a Rudolfa nejsou známy. Podle Norimberských zákonů byli klasifikováni jako „židovští míšenci prvního stupně“. Pokud se jim nepodařilo uprchnout, byli zřejmě nuceni nastoupit k nuceným pracím a byli jistě vystavěni mnohým dalším perzekucím. Matka Marie Löwy byla pro manželství s intelektuálem židovského původu neustále pod šikanou úřadů. V Kadani se sice dočkala konce války, avšak hned v červnu roku 1945 byla českými úřady ze své vily vystěhována, a jelikož neměla kde bydlet a ve svých sedmaosmdesáti letech již byla velmi nemocná, nalezla nakonec útočiště u řeholních sester v alžbětinském klášteře sv. Rodiny na Špitálském předměstí v Kadani. Zde na jaře roku 1946 zemřela.